# Makarowe (obwód ługański)
Makarowe  (ukr. Макарове) – wieś na Ukrainie, w obwodzie ługanskim, w rejonie szczastyńskim. W 2001 liczyła 1786 mieszkańców, wśród których 147 wskazało jako ojczysty język ukraiński, 1636 rosyjski, 1 ormiański, a 2 inny.